# قائمة أعضاء مجلس رئاسة البوسنة والهرسك
يسرد هذا المقال أعضاء مجلس رئاسة البوسنة والهرسك منذ تبني الدستور الجديد للبلاد في ديسمبر 1995 بعد اتفاقية دايتون. تتكون رئاسة البوسنة والهرسك من ثلاثة أفراد، واحد من البوشناق وواحد من الكروات يتم انتخابهم من اتحاد البوسنة والهرسك وواحد من الصرب منتخب من جمهورية صرب البوسنة.

## القائمة

### الأعضاء البوشناق
حزب العمل الديمقراطي (5)   حزب البوسنة والهرسك (2)
| الصورة | الصورة         | الاسم (الميلاد–الوفاة)          | المنصب         | المنصب         | المنصب            | الحزب                      | الانتخابات |
| الصورة | الصورة         | الاسم (الميلاد–الوفاة)          | استلم المنصب   | ترك المنصب     | المدة في المنصب   | الحزب                      | الانتخابات |
| ------ | -------------- | ------------------------------- | -------------- | -------------- | ----------------- | -------------------------- | ---------- |
| 1      |                | علي عزت بيغوفيتش (1925–2003)    | 5 أكتوبر 1996  | 13 أكتوبر 1998 | 4 سنوات و9 أيام   | حزب العمل الديمقراطي       | 1996       |
| 1      | 13 أكتوبر 1998 | علي عزت بيغوفيتش (1925–2003)    | 14 أكتوبر 2000 | 1998           | 4 سنوات و9 أيام   | حزب العمل الديمقراطي       |            |
| 2      |                | هاليد جينياك (مواليد 1958)      | 14 أكتوبر 2000 | 30 مارس 2001   | 167 أيام          | حزب العمل الديمقراطي       | –          |
| 3      |                | بيريز بيلكتش (مواليد 1946)      | 30 مارس 2001   | 5 أكتوبر 2002  | 1 سنة و189 أيام   | حزب البوسنة والهرسك        | –          |
| 4      |                | سليمان تيهيتش (1951–2014)       | 5 أكتوبر 2002  | 6 نوفمبر 2006  | 4 سنوات و32 أيام  | حزب العمل الديمقراطي       | 2002       |
| 5      |                | حارث سيلايديتش (مواليد 1945)    | 6 نوفمبر 2006  | 10 نوفمبر 2010 | 4 سنوات و4 أيام   | حزب البوسنة والهرسك        | 2006       |
| 6      |                | بكر عزت بيجوفيتش (مواليد 1956)  | 10 نوفمبر 2010 | 17 نوفمبر 2014 | 8 سنوات و10 أيام  | حزب العمل الديمقراطي       | 2010       |
| 6      | 17 نوفمبر 2014 | بكر عزت بيجوفيتش (مواليد 1956)  | 20 نوفمبر 2018 | 2014           | 8 سنوات و10 أيام  | حزب العمل الديمقراطي       |            |
| 7      |                | شفيق جعفروفيتش (مواليد 1957)    | 20 نوفمبر 2018 | 16 نوفمبر 2022 | 3 سنوات و361 أيام | حزب العمل الديمقراطي       | 2018       |
| 8      |                | دينيس بيتشيروفيتش (مواليد 1975) | 16 نوفمبر 2022 | حتى الآن       | 2 سنوات و236 أيام | الحزب الديمقراطي الاجتماعي | 2022       |

### الأعضاء الكروات
الاتحاد الديمقراطي الكرواتي للبوسنة والهرسك ‏ (4)   الحزب الديمقراطي الاجتماعي للبوسنة والهرسك (2)   الجبهة الديمقراطية ‏ (1)
| الصورة | الصورة         | الاسم (الميلاد–الوفاة)         | فترة           | فترة           | فترة              | الحزب السياسي                                | الانتخابات |
| الصورة | الصورة         | الاسم (الميلاد–الوفاة)         | استلم المنصب   | ترك المنصب     | المدة             | الحزب السياسي                                | الانتخابات |
| ------ | -------------- | ------------------------------ | -------------- | -------------- | ----------------- | -------------------------------------------- | ---------- |
| 1      |                | Krešimir Zubak (مواليد 1947)   | 5 أكتوبر 1996  | 15 نوفمبر 1998 | 2 سنوات و41 أيام  | الاتحاد الديمقراطي الكرواتي للبوسنة والهرسك ‏ | 1996       |
| 2      |                | أنتي ييلافيتش (مواليد 1963)    | 15 نوفمبر 1998 | 7 مارس 2001    | 2 سنوات و112 أيام | الاتحاد الديمقراطي الكرواتي للبوسنة والهرسك ‏ | 1998       |
| 3      |                | يوزو كريشانوفيتش ‏ (1944–2009)  | 7 مارس 2001    | 28 أكتوبر 2002 | 1 سنة و235 أيام   | الحزب الديمقراطي الاجتماعي                   | –          |
| 4      |                | دراغان كوفيتش (مواليد 1956)    | 28 أكتوبر 2002 | 9 مايو 2005    | 2 سنوات و193 أيام | الاتحاد الديمقراطي الكرواتي للبوسنة والهرسك ‏ | 2002       |
| 5      |                | إيفو ميرو يوفيتش (مواليد 1950) | 9 مايو 2005    | 6 نوفمبر 2006  | 1 سنة و181 أيام   | الاتحاد الديمقراطي الكرواتي للبوسنة والهرسك ‏ | –          |
| 6      |                | جليكو كومشيتش (مواليد 1964)    | 6 نوفمبر 2006  | 10 نوفمبر 2010 | 8 سنوات و11 أيام  | الحزب الديمقراطي الاجتماعي                   | 2006       |
| 6      | 10 نوفمبر 2010 | جليكو كومشيتش (مواليد 1964)    | يوليو 2012     | 2010           | 8 سنوات و11 أيام  | الحزب الديمقراطي الاجتماعي                   |            |
| (6)    | يوليو 2012     | جليكو كومشيتش (مواليد 1964)    | 7 أبريل 2013   | 2010           | 8 سنوات و11 أيام  | مستقل                                        |            |
| (6)    | 7 أبريل 2013   | جليكو كومشيتش (مواليد 1964)    | 17 نوفمبر 2014 | 2010           | 8 سنوات و11 أيام  | الجبهة الديمقراطية ‏                          |            |
| (4)    |                | دراغان كوفيتش (مواليد 1956)    | 17 نوفمبر 2014 | 20 نوفمبر 2018 | 4 سنوات و3 أيام   | الاتحاد الديمقراطي الكرواتي للبوسنة والهرسك ‏ | 2014       |
| (6)    |                | جليكو كومشيتش (مواليد 1964)    | 20 نوفمبر 2018 | حتى الآن       | 6 سنوات و232 أيام | الجبهة الديمقراطية ‏                          | 2018 2022  |

### الأعضاء الصرب
الديمقراطي الصربي (3)   الاشتراكي (1)   تحالف الديمقراطيين الاشتراكيين المستقلين (2)   حزب التقدم الديمقراطي (1)
| الصورة | الصورة         | الاسم (الميلاد–الوفاة)            | المنصب         | المنصب         | المنصب            | الحزب                                     | الانتخابات |
| الصورة | الصورة         | الاسم (الميلاد–الوفاة)            | استلم المنصب   | ترك المنصب     | المدة في المنصب   | الحزب                                     | الانتخابات |
| ------ | -------------- | --------------------------------- | -------------- | -------------- | ----------------- | ----------------------------------------- | ---------- |
| 1      |                | مومشيلو كراجيشنيك (1945–2020)     | 5 أكتوبر 1996  | 13 أكتوبر 1998 | 2 سنوات و8 أيام   | حزب التقدم الديمقراطي                     | 1996       |
| 2      |                | زيفكو راديسيتش (1937–2021)        | 13 أكتوبر 1998 | 28 أكتوبر 2002 | 4 سنوات و15 أيام  | الحزب الاشتراكي                           | 1998       |
| 3      |                | ميركو شاروفيتش (مواليد 1956)      | 28 أكتوبر 2002 | 2 أبريل 2003   | 156 أيام          | حزب التقدم الديمقراطي                     | 2002       |
| 4      |                | بوريسلاف بارافاتش (مواليد 1943)   | 10 أبريل 2003  | 6 نوفمبر 2006  | 3 سنوات و210 أيام | حزب التقدم الديمقراطي                     | –          |
| 5      |                | نيبويشا رادمانوفيتش (مواليد 1949) | 6 نوفمبر 2006  | 10 نوفمبر 2010 | 8 سنوات و11 أيام  | تحالف الديمقراطيين الاشتراكيين المستقلين  | 2006       |
| 5      | 10 نوفمبر 2010 | نيبويشا رادمانوفيتش (مواليد 1949) | 17 نوفمبر 2014 | 2010           | 8 سنوات و11 أيام  | تحالف الديمقراطيين الاشتراكيين المستقلين  |            |
| 6      |                | ملادن إيفانيتش (مواليد 1958)      | 17 نوفمبر 2014 | 20 نوفمبر 2018 | 4 سنوات و3 أيام   | الحزب الديمقراطي الصربي                   | 2014       |
| 7      |                | ميلوراد دوديك (مواليد 1959)       | 20 نوفمبر 2018 | 16 نوفمبر 2022 | 3 سنوات و361 أيام | تحالف الديمقراطيين الاشتراكيين المستقلين  | 2018       |
| 8      |                | جليكا تسفيانوفتش (مواليد 1967)    | 16 نوفمبر 2022 | حتى الآن       | 2 سنوات و236 أيام | تحالف الديمقراطيين الاشتراكيين المستقلين ‏ | 2022       |

## اقرأ أيضا
- قائمة رؤساء مجلس البوسنة والهرسك الرئاسي
- حكم ثلاثي